# Горобець пакистанський
Горобець пакистанський (Passer pyrrhonotus) — вид горобцеподібних птахів родини горобцевих (Passeridae).

## Поширення
Вид поширений в долині Інду в Пакистані і на заході Індії. Ареал виду простягається від дельти Інду на північ до річки Кабул та на схід до Делі. Він також розмножується місцево в пакистанському Белуджистані і кілька разів реєструвався на південному сході Ірану. Взимку часто мігрує на короткі відстані, і деякі птахи перелітають до західного Пакистану та сусіднього краю Ірану, рідше північно-західного Гуджарату в Індії. У листопаді 2000 року зафіксований в ОАЕ.

## Опис
Зовні схожий на хатнього горобця, але менший за розмірами, сягаючи 13 см завдовжки (проти 15 у хатнього). Самець має короткий і вузький чорний нагрудник і широку каштанову смужку очей. У нього сіра корона і потилиця, а також поперек і крупи. Самиця має темнішу і сірішу корону і щоку, ніж самка хатнього горобця, а плече темно-каштанове. Дзьоб чорного кольору у статевозрілого самця і блідо-коричневого кольору у незрілих самців і самиць.

## Спосіб життя
Під час годування трапляється невеликими зграйками з 4-6 птахів. Під час зимівлі збирається у більші зграї до 30 птахів. Гніздування відбувається протягом декількох місяців з квітня по вересень, час залежить від кількості опадів. Буває дві кладки за сезон. Розмножується в колоніях з кількох пар. Гнізда будує на верхніх гілках колючих дерев. Гніздо закрите, з входом збоку, збудовате з трави та очерету. Кладка, зазвичай, містить від трьох до п'яти яєць.